# Schlösser (Familienname)
Schlösser, Schloesser oder Schlößer ist ein deutscher Familienname.

## Herkunft und Bedeutung
Schlösser und Varianten sind Berufsname zum Beruf des Schlossers. Eine weitere Variante ist der Familienname Schlosser.

## Namensträger
- Adolf Schlösser (Bergbeamter) (1858–1941), deutscher Bergbeamter und Unternehmer
- Adolf Schlösser (1830–1913), deutscher Pianist und Komponist, siehe Karl William Adolf Schlösser
- Anselm Schlösser (1910–1991), deutscher Anglist, Hochschullehrer und Shakespeare-Forscher
- Bernhard Schlösser (1802–1859), deutscher Maler und Lithograf
- Christian Fiete Schlösser (* 1980), deutscher DJ, Regisseur, Videokünstler, Veranstalter und Musiker, siehe Fietback
- Christoph Schlösser (* 1964), deutscher Basketballspieler
- Eckart Schlösser (1932–2013), deutscher Phytopathologe und Hochschullehrer
- Frank Schlösser (* 1962), deutscher Brigadegeneral des Heeres
- Gabriela Schloesser (* 1994), mexikanisch-niederländische Bogenschützin
- Georg Schlößer (1922–2000), deutscher Politiker (CDU), Oberbürgermeister von Solingen
- Gerhart Schlösser (1908–1980), deutscher Verwaltungsjurist und Greffier des Europarates
- Hans Müller-Schlösser (1884–1956), deutscher Düsseldorfer Regiolektdichter und Dramatiker
- Hermann Schlösser (* 1953), deutscher Literaturwissenschaftler
- Hermann Julius Schlösser (1832–1894), deutscher Historien-, Akt- und Porträtmaler der Düsseldorfer Schule, Bildhauer
- Hugo Schlösser (1874–1967), deutscher Architekt
- Ingo Schlösser (* 1972), deutscher Fußballspieler
- Isaak Schlösser (1708–1782), deutscher Politiker
- Jeffrey J. Schloesser, US-amerikanischer Offizier, Generalmajor der US-Army
- Johann Heinrich Schlösser (1802–1887), deutscher Architekt und Zeichner
- Johann Jakob Schlösser (1742–1788), deutscher Politiker, Bürgermeister in Elberfeld
- Jupp Schlösser (1902–1983), deutscher Komponist
- Karl Schlösser (Politiker, 1747) (1747–1822), deutscher Politiker, Bürgermeister von Elberfeld
- Karl Schlösser (Mediziner) (1857–1925), deutscher Ophthalmologe und Hochschullehrer
- Karl Schlösser (Politiker, 1878) (1878–1954), deutscher Politiker (SPD, USPD, KPD), MdL Preußen
- Karl Schlösser (Fußballspieler) (1912–1982), deutscher Fußballspieler
- Karl Schlösser (Maler) (1934–2018), deutscher Maler, Bildhauer und Schriftsteller
- Katrin Schlösser (* 1965), deutsche Filmproduzentin und Hochschullehrerin
- Klaus Schloesser (* 1954), deutscher Journalist
- Louis Schlösser (1800–1886), deutscher Komponist und Konzertvirtuose
- Leopold Schlösser (≈1805–1836), deutscher Landschaftsmaler
- Ludwig Arnold Schlösser (1906–1973), deutscher Botaniker und Saatzuchtdirektor
- Manfred Schlösser (* 1934), deutscher Philologe, Verleger und Herausgeber
- Marcus Schlösser, deutscher Basketballtrainer
- Matthias Schlösser (1865–1944), deutscher Politiker (SPD)
- Patrick Schlösser (1971–2017), deutscher Theaterregisseur
- Rainer Schlösser (1899–1945), deutscher Kulturpolitiker im Nationalsozialismus
- Rainer Schlösser (Romanist) (* 1955), deutscher Romanist
- Ralf Schlösser (Schauspieler) (* 1957), deutscher Schauspieler
- Ralf Schlösser (Fußballspieler) (* 1965), deutscher Fußballspieler
- Richard Schlösser (1879–1962), deutscher Maler, Lehrer an der Kunstgewerbeschule in Hannover
- Rudolf Schlösser (1867–1920), deutscher Germanist und Archivar
- Sascha Schlösser (* 1974), deutscher Politiker (AfD)
- Sonja Schlösser (* 1969), deutsche Fußballspielerin
- Steffen Schlösser (* 1984), deutscher Schauspieler